# Slag om Shaiba
De Slag om Shaiba werd op 12 en 14 april 1915 uitgevochten tussen Britse troepen en Ottomaanse manschappen, die de havenstad Basra probeerden te heroveren.

## Achtergrond
Door de verovering van Basra, hadden de Britten een belangrijk communicatie- en industriecentrum in hun handen. Ze consolideerden hun greep op de stad en voerden versterkingen aan. De Ottomanen bundelden hun krachten en lanceerden een tegenoffensief, om de stad te heroveren en de Britten uit Mesopotamië te verdrijven.

## Verloop
De Ottomaanse bevelhebber Suleiman Askeri had de beschikking over 4.000 conventionele soldaten, een brandweerregiment uit Istanbul en een groot aantal Koerdische en Arabische vrijwilligers, in totaal goed voor ongeveer 18.000 man. Hij koos ervoor om de Britse posities bij Shaiba aan te vallen, ten zuidwesten van Basra. Transport tussen deze twee steden was heel ingewikkeld door de seizoensgebonden overstromingen, die het gebied in een meer veranderen. Enkel vervoer per boot was mogelijk. Het Britse garnizoen in Shaiba bestond uit ongeveer 7.000 man in een versterkt kamp met loopgraven en prikkeldraad. Op 12 april om 5:00 uur startten de Ottomanen een bombardement. Die avond, toen de schemering viel, probeerde de infanterie door het Britse prikkeldraad te dringen, maar dit mislukte. Tegen de ochtend van de 13e moesten de Ottomanen hun stellingen in het Barjisiyehbos verlaten. Later probeerden sommige Ottomaanse en Arabische troepen de stad te omzeilen en meteen naar Basra door te stoten. De Britten, onder generaal Meliss, stuurden de 7e Hariana Lancers en later de Rifles 104 Wellesley's om de Arabieren aan te vallen, maar dit waren mislukkingen. Meliss viel vervolgens met de  2e Dorsets en de 24ste Punjabi's  aan, ondersteund met artillerievuur, splitsten de Arabische troepen in twee en namen 400 man gevangen. Hierna zouden de Arabieren niet verder deelnemen aan de slag. Meliss viel op 14 april de Ottomanen aan en verliet Shaiba. Het Ottomaanse tegenvuur was intens en tegen 16.00 uur was de Britse aanval vastgelopen. Meliss' mannen leden dorst en hadden honger, en de Ottomaanse troepen bleven doorvechten, hun overgave zat er niet aan te komen. De Dorsets lanceerden vervolgens een laatste bajonetaanval op de Ottomaanse posities, deze keer wel succesvol. De Britten, zelf ook uitgeput, grepen de kans niet om de terugtrekkende Ottomanen de laatste klap te geven. Suleiman Askeri pleegde zelfmoord, ook al stak hij de schuld van de mislukking op de Arabieren.

## Nasleep
Het afslaan was voor de Britten van groot belang, de Ottomanen zouden Basra niet meer bedreigen. Hierna behielden de Britten meestal het initiatief in Mesopotamië. Het veranderde eveneens de houding van de Arabieren, ze begonnen zich te distantiëren van de Ottomanen en kwamen zelfs in opstand bij Najaf en Karbala.
Majoor George Wheeler van de 7de Hariana Lancers kreeg postuum het Victoria Cross voor zijn daden tijdens de slag.